# Сенья, Франческо
Франческо Сенья (нем. Francesco Segna; 31 августа 1836, Поджо Чинольфо, королевство Обеих Сицилий — 4 января 1911, Рим, королевство Италия) — итальянский куриальный кардинал и папский дипломат. Секретарь Священной Конгрегации чрезвычайных церковных дел с 13 июля 1891 по 20 июня 1893. Асессор Верховной Священной Конгрегации Римской и Вселенской Инквизиции с 20 июня 1893 по 18 мая 1894. Архивист Святого Престола с 4 июля 1896 по 13 января 1908. Префект Священной Конгрегации Индекса с 13 января 1908 по 4 января 1911. Кардинал in pectore с 16 января 1893 по 18 мая 1894. Кардинал-дьякон с 18 мая 1894, с титулярной диаконией Санта-Мария-ин-Портика-Кампителли с 21 мая 1894. Кардинал-протодьякон с 15 октября 1907.